# Chiesa di San Pietro Apostolo (Modena, capoluogo)
La Basilica minore di San Pietro Apostolo è un edificio religioso di Modena. L'abbazia, affacciata sull'omonima via San Pietro, si trova nella parte sud-orientale del centro storico, delimitata da Viale Martiri della Libertà e Viale Rimembranze. Annesso all'edificio è il monastero di San Pietro, appartenente all'ordine benedettino.

## Storia
Secondo la tradizione, la chiesa sorge sull'area di un antico tempio romano dedicato a Giove Capitolino, risalente al 270 a.C., dove già dal 93 d.C. l'ateniese Dionigi Areopagita e il vescovo Eutropio facevano proselitismo, riunendo la prima comunità cristiana modenese e dedicando il tempio a San Pietro. Nel IV secolo d.C., sempre secondo la tradizione, il Vescovo San Geminiano, patrono di Modena, si recava a pregare durante la notte in questa chiesa dedicata a San Pietro apostolo, percorrendo una via sotterranea. Il monastero di San Pietro risale alla fine del X secolo, con precisione al 983, come fondazione vescovile. Nel 996 il Vescovo Giovanni fondò accanto alla chiesa un monastero benedettino e nel 1188 l'intero complesso venne compreso entro la cinta muraria costruita attorno alla città. Solo nel XV secolo, al termine di un periodo di decadenza per il monastero, i monaci diedero il via ai lavori di ricostruzione della chiesa, in pessime condizioni di stabilità. La nuova chiesa fu compiuta nelle sue parti principali nel 1506 e consacrata nel 1518. In età napoleonica il monastero fu soppresso e parte dell'edificio fu utilizzato come caserma di cavalleria. La chiesa rimase tuttavia aperta al culto e nel 1876, con l'elezione a priore del monaco benedettino Giovanni Borcesi fu avviata un'imponente campagna di restauri e nel 1911 la comunità monastica fu ristabilita. Dal 1984 al 2004 fu priore Don Gregorio Colosio, originario di Bergamo, monaco infaticabile e amato in tutta la citta' dove arrivò  giovane monaco e in tutta la provincia. In  seguito fu priore conventuale e parroco d. Stefano de Pascalis che fece apportare modifiche ad un cortile interno riportandolo al suo stato originale. Ci fu il terremoto del 2012  in due tempi, seguirono i lavori di restauro e della Basilica Abbaziale e dell'organo monumentale  oltre che della cantoria affrescata fortemente voluti e seguiti di persona da dom Stefano Inoltre era funzionante un locale aperto al pubblico adibito a Spezieria, fino alla partenza dei monaci , costretti ad andare via per la sete di danaro da parte delle curia che invia presso la Chiesa un amministratore senza scrupoli che vessa e minaccia i monaci fino ad umiliarli nel 2023.Da qui matura la decisione di lasciare il Monastero.

## Architettura

### Esterno
La facciata della chiesa è tutta in cotto ed è caratterizzata da un fregio orizzontale in terracotta, di soggetto mitologico, opera dei modenesi Andrea, Camillo e Paolo Bisogni. È suddivisa in tre settori, entro in cui si inseriscono i portali marmorei d'ingresso, con due ali ai lati, corrispondenti alle navate laterali. L'ordine superiore della facciata è diviso in tre parti, corrispondenti alle tre navate principali, con un ampio rosone al centro, coronato da una cuspide.

### Interno

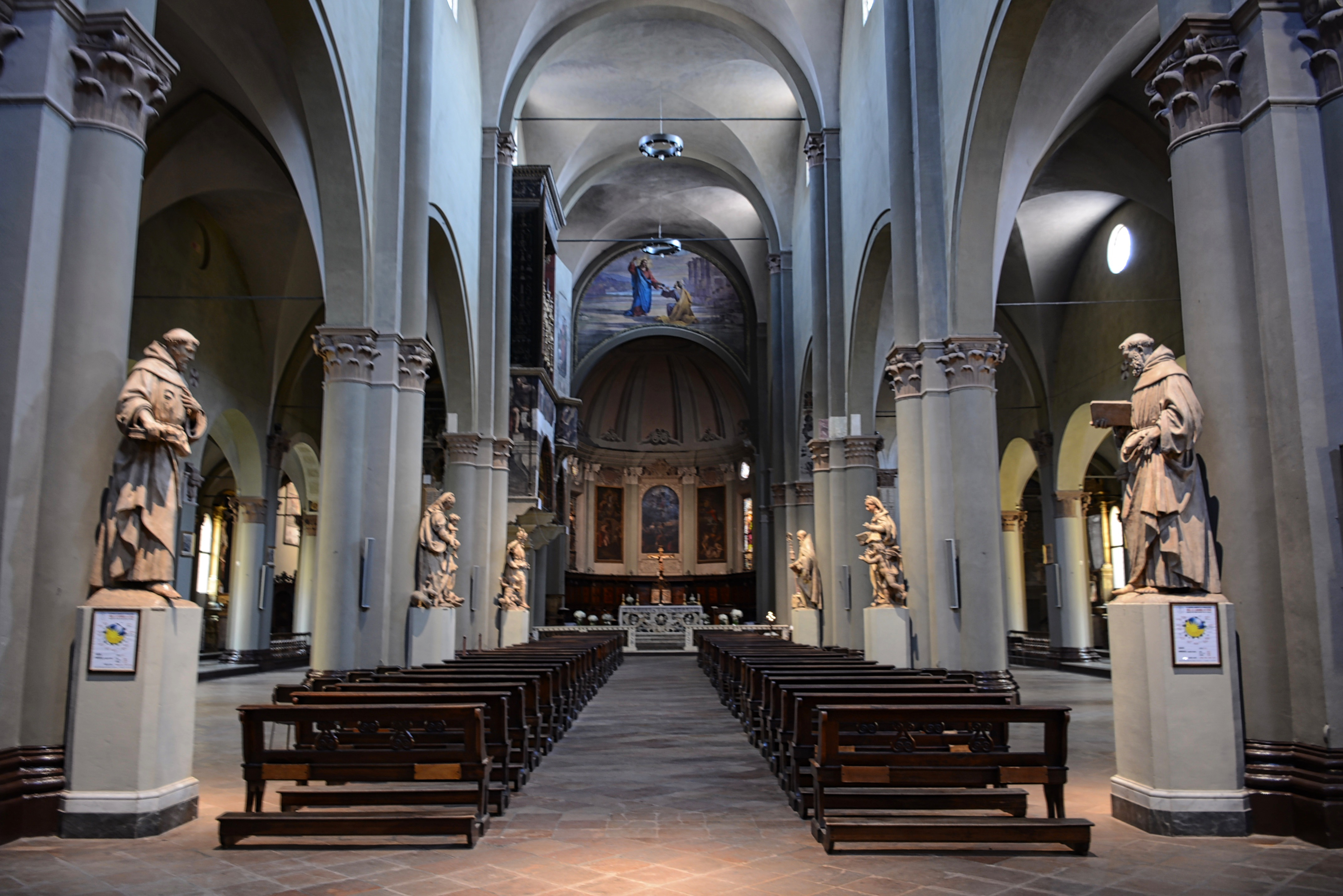
L'interno

Di impianto rettangolare, la chiesa è suddivisa in cinque navate sorrette da pilasti trilobati con capitelli in terracotta. In fondo alla navata centrale, sopra l'altare maggiore, si trova un grande frontone in cui è dipinta la consegna delle chiavi a San Pietro da parte di Cristo, un'opera del 1866 di Ferdinando Manzini e Carlo Goldoni. Sei statue di Antonio Begarelli adornano i pilastri che sorreggono le navate, raffiguranti San Francesco, San Bonaventura, la Madonna con il Bambino, Santa Giustina, San Pietro e San Benedetto. Sempre di Antonio Begarelli è il grandioso altare dedicato ai Santi Pietro e Paolo, nella crociera di destra, comunemente noto come Altare delle Statue, davanti al quale si trova una lapide che ricorda il Begarelli e il trasporto delle sue spoglie in questo luogo nel 1875. Nella Sala del Tesoro, ubicata accanto alla sacrestia monumentale di San Pietro, si conservano molte preziose reliquie di santi, tra cui il capo di san Cesario di Terracina - il santo tutelare degli imperatori romani, il piede di Santa Maria Maddalena, un frammento osseo di San Benedetto da Norcia, etc.

#### L'organo a canne

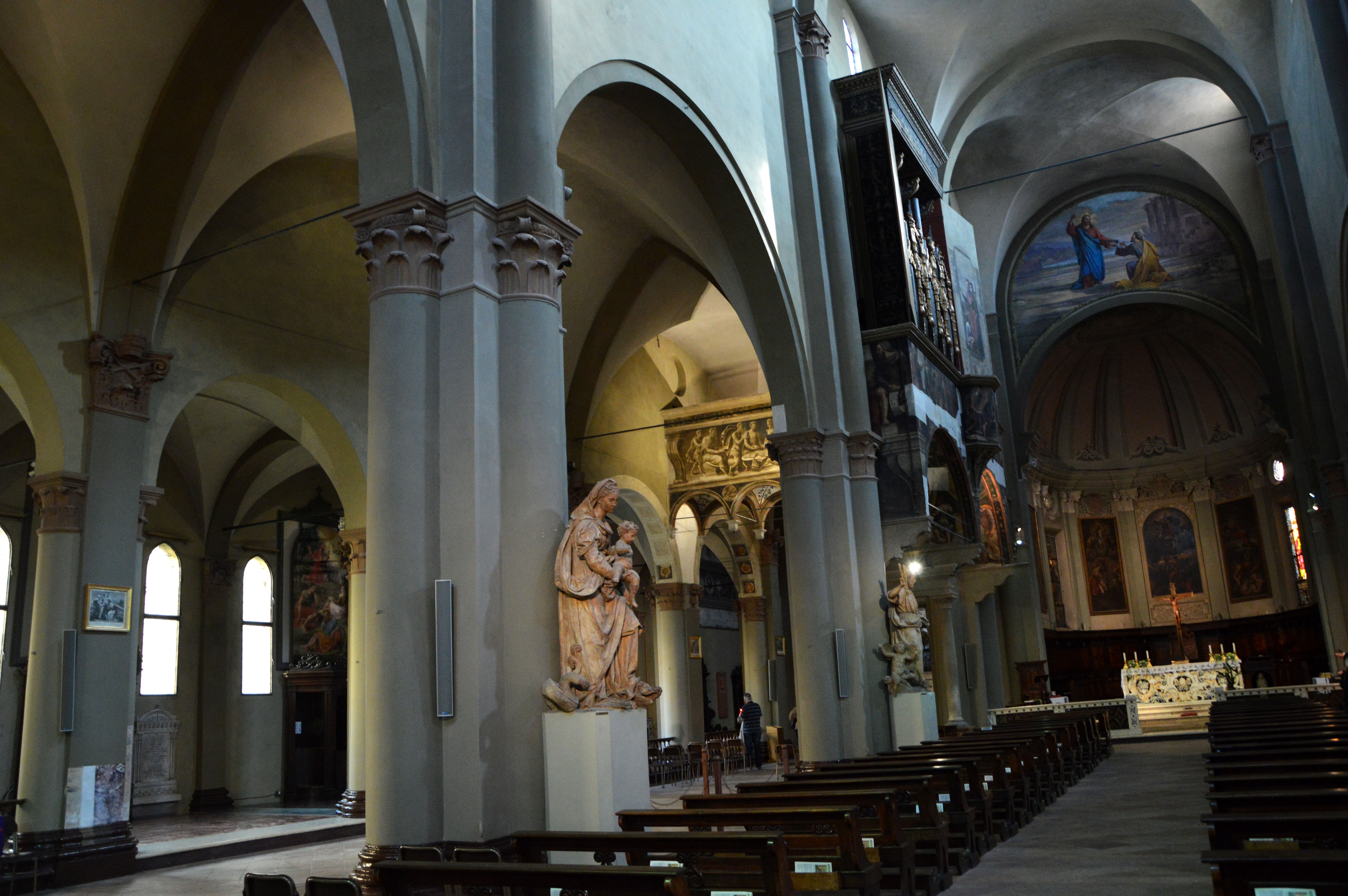
Navata centrale della chiesa di San Pietro con l'organo sul lato sinistro.

L'organo a canne è opera dell'artigiano Gian Battista Facchetti, celebrato autore di altri importanti organi, tra i quali quello della chiesa di Sant’Agostino di Modena, nonché protetto dal cardinale Ippolito d’Este. Fu realizzato tra il 1524 ed il 1525. Le decorazioni che ornano la parte superiore della cassa sono del 1524, come si desume dalla data dipinta in un cartiglio in basso a destra, e sono attribuite a Giovanni Antonio Scaccieri da Parma. Vent’anni dopo, nel 1546, Giovanni Taraschi completò la decorazione dipingendo gli sportelli con due miracoli dei santi Pietro e Paolo, il pontile che collega lo strumento al monastero, e la cantoria, raffigurando nei sottarchi Storie di David, e lungo la balconata Il trasporto dell'arca santa. Espressione di una cultura figurativa prossima al modello mantovano di Giulio Romano e ai cartoni di Raffaello per gli arazzi della Cappella Sistina, noti attraverso stampe e incisioni, tale preziosa decorazione pittorica, già gravemente compromessa dalla fragilità strutturale dell'organo e dai conseguenti dissesti, è stata ulteriormente danneggiata dal sisma del 2012. L'organo è stato quindi restaurato per intervento della Fondazione Cassa di Risparmio di Modena, abbazia dei Padri Benedettini di San Pietro a Modena, parrocchia di San Pietro Apostolo, 8X1000 Chiesa Cattolica, Arcidiocesi di Modena-Nonantola, Ufficio beni culturali ecclesiastici e di vari donatori anonimi. I lavori di restauro sono stati eseguiti sotto l'alta sorveglianza della Soprintendenza Archeologia, belle arti e paesaggio per la città metropolitana di Bologna e le province di Modena Reggio Emilia e Ferrara (Elena Marconi, storica dell'arte, e per i lavori strutturali gli architetti Leonardo Marinelli e Francesca Tomba). Dell'organo originale costruito dal Facchetti erano rimaste solo le canne di facciata, mentre la restante parte fonica era stata ricostruita sul modello dell'organo originale nel 1964, su progetto di Luigi Ferdinando Tagliavini e Paolo Marenzi.